# Tendinopati

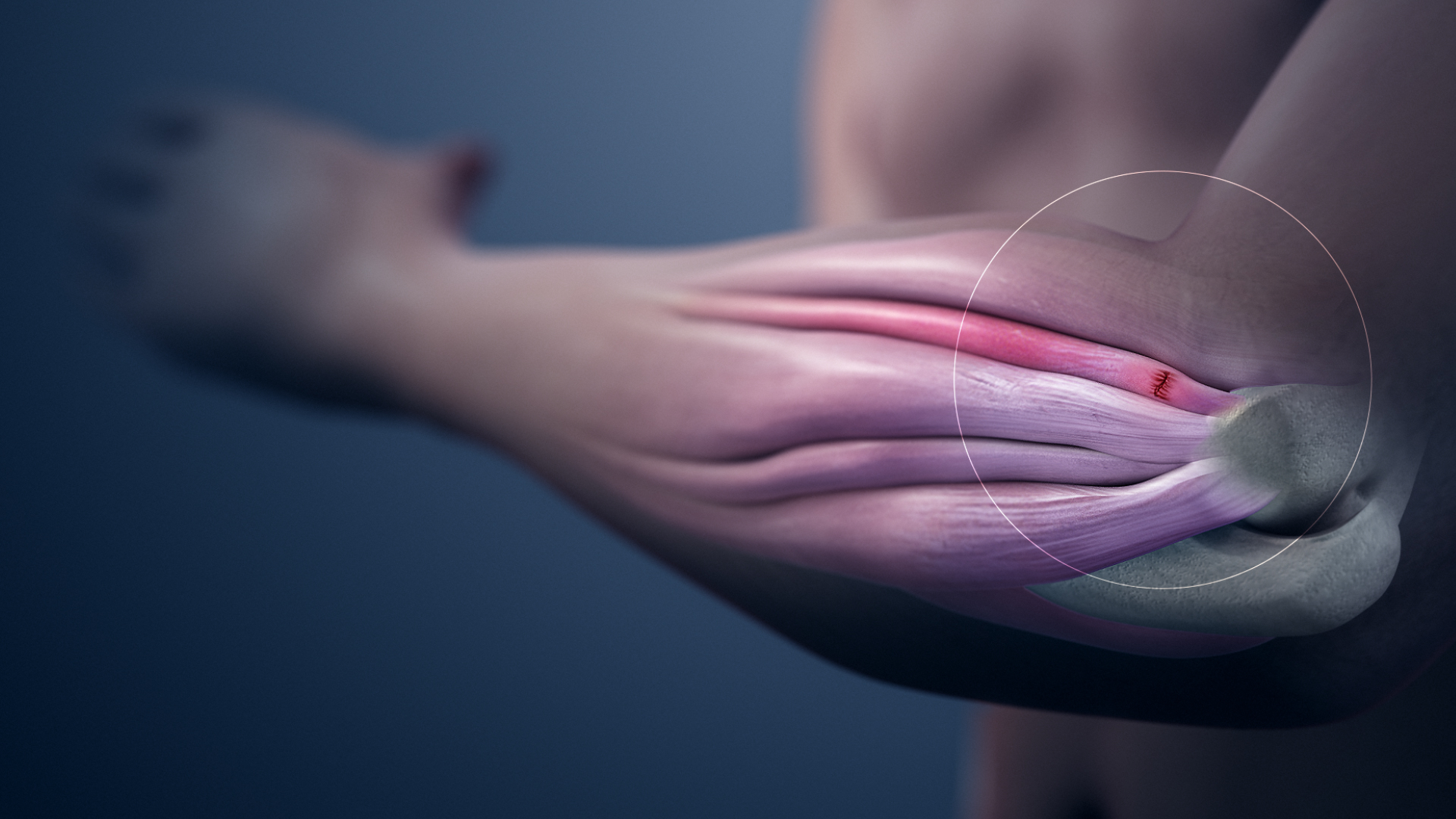
Tendinopati

Tendinopati är en generell beteckning för smärtalstrande sjukdomar i senor (tenalgi) som gör det svårt att röra sig, exempelvis att hoppa eller springa, och är typiskt förknippat med överbelastning eller degenerativa processer av senan. Blir vanligare vid ökande ålder. Diagnosen är vanligtvis baserad på en klinisk bedömning. 
Tendinopati är tämligen vanligt i hälsenan och knäskålssenan, men alla senor kan drabbas. Orsaken är ofta mångfaktorell, det vill säga att många faktorer gemensamt bidragit till tillståndet. En återkommande orsak är överbelastning av senan ifråga, det vill säga att tillståndet beror på degeneration. Teorin bakom tillståndet bygger på en obalans mellan belastning och återhämtning. Mikrotrauma, som uppstår i vävnaden i samband med belastningen, repareras ej. Inflammation har föreslagits vara en orsak, antingen ensam eller tillsammans med degeneration.  I majoriteten av senor, drabbade av tendinopati, finns tecken till kronisk inflammation inkluderande inflammatoriska celler eller ökad mängd inflammatoriska markörer, men detta är ett komplext område och det är svårt att dra säkra slutsatser. Expertkonsensus på området är att inflammation inte är en dominerande orsak, i alla fall inte vid hälsenetendinopati. Den tidigare benämningen tendinit bör förkastas då den antyder att tillståndet är av inflammatorisk genes, vilket studier visat inte är en dominerande komponent.
Tendinopati är förknippat med elitidrott och de skador som kan uppkomma. Vid studier på elitidrottare (hälsena) beskriver 60-80% att besväret kommit på i samband med att de ökat sin träningsdos eller träningsintensitet för mycket eller för snabbt. Dock förekommer tendinopati i stor utsträckning också bland personer som endast motionerar eller som inte tränar nämnvärt.. Normalt åldrande och skador leder till sämre blodflöde, vilket kan ge lokal hypoxi och sämre förhållanden för cellerna i senan.
Tendinopati kan med andra ord bero på tendinos, som kan ses med exempelvis ultraljud som kärlförändringar i senan som gör ont, med fler blodkärl, celldöd (apoptos), och att kollagenet i senan inte är fördelat som normalt. Tendinos beror med andra ord på degeneration. Tendinit å andra sidan är en diagnos sedan undersökningar fastställt att inflammation föreligger i senan.